# Новак Рамов Јововић
Новак Рамов Јововић (Марковина, Катунска нахија, 1834 — Никшић, 1910) био је црногорски јунак и бригадни барјактар.Синовац је чувеног јунака попа Мила Јововића. Учесник је Херцеговачког устанка 1875. године, прво као јајош (ускок) у одреду Пека Павловића, а затим као барјактар чете. Од 1876. године је бригадни барјактар. У рату од 1876—1878. године, борио се у саставу Чевско-бјеличког батаљона.

## Галерија
- Гроб Новака Рамовог Јововића у јужном дијелу порте Саборног храма у Никшићу